# Distingue tempora et concordabis iura
Distingue tempora et concordabis iura significa distingue los tiempos y concordarás el derecho
Es un axioma jurídico que significa que para conciliar la diversidad de criterios o de fallos sobre una misma materia, hay que tener en cuenta las épocas en que se ha legislado sobre la misma, pues con el tiempo cambian las costumbres y la manera de apreciar las cosas.